# Óros Zévs
Óros Zévs är ett berg i Grekland.   Det ligger i regionen Sydegeiska öarna, i den sydöstra delen av landet, 190 km sydost om huvudstaden Aten. Toppen på Óros Zévs är 985 meter över havet. Óros Zévs ligger på ön Naxos.
Terrängen runt Óros Zévs är huvudsakligen kuperad. Óros Zévs är den högsta punkten i trakten. Närmaste större samhälle är Naxos, 13,8 km nordväst om Óros Zévs. Trakten runt Óros Zévs består till största delen av jordbruksmark.